# Tiffany Porter
Tiffany Adaez Ofili-Porter (Ypsilanti, 13 novembre 1987) è un'ostacolista britannica con cittadinanza statunitense.

## Biografia
Di padre nigeriano e madre britannica, ha avuto fin dalla nascita la doppia nazionalità (statunitense e britannica). Dopo aver rappresentato il paese di nascita fin dalla categoria juniores, ha deciso di optare per la rappresentativa britannica a partire dalla fine del 2010.
È la sorella maggiore di Cindy Sember, atleta anch'essa specializzata negli ostacoli alti.
In carriera ha vinto la medaglia di bronzo nei 100 metri ostacoli ai Mondiali di Mosca 2013, oltre ad un argento e due bronzi nei 60 metri ostacoli, rispettivamente ai Mondiali indoor di Istanbul 2012, Sopot 2014 e Portland 2016.

## Record nazionali
Seniores britannici
- 50 metri ostacoli indoor: 6"83 ( New York, 28 gennaio 2012)
- 60 metri ostacoli indoor: 7"80 ( Parigi, 4 marzo 2011)
- 100 metri ostacoli: 12"51 ( Marrakech, 14 settembre 2014)

## Palmarès
| Anno                                  | Manifestazione          | Sede           | Evento   | Risultato  | Prestazione | Note                                     |
| ------------------------------------- | ----------------------- | -------------- | -------- | ---------- | ----------- | ---------------------------------------- |
| In rappresentanza degli Stati Uniti   |                         |                |          |            |             |                                          |
| 2006                                  | Mondiali U20            | Pechino        | 100 m hs | Bronzo     | 13"37       |                                          |
| 2007                                  | Campionati NACAC        | San Salvador   | 100 m hs | Argento    | 13"27       |                                          |
| In rappresentanza della Gran Bretagna |                         |                |          |            |             |                                          |
| 2011                                  | Europei indoor          | Parigi         | 60 m hs  | Argento    | 7"80        | Record nazionale                         |
| 2011                                  | Mondiali                | Taegu          | 100 m hs | 4ª         | 12"63       |                                          |
| 2011                                  | Mondiali                | Taegu          | 4×100 m  | Batteria   | 43"95       |                                          |
| 2012                                  | Mondiali indoor         | Istanbul       | 60 m hs  | Argento    | 7"94        |                                          |
| 2012                                  | Giochi olimpici         | Londra         | 100 m hs | Semifinale | 12"79       |                                          |
| 2013                                  | Mondiali                | Mosca          | 100 m hs | Bronzo     | 12"55       | Miglior prestazione personale            |
| 2014                                  | Mondiali indoor         | Sopot          | 60 m hs  | Bronzo     | 7"86        | Miglior prestazione personale stagionale |
| 2014                                  | Europei                 | Zurigo         | 100 m hs | Oro        | 12"76       |                                          |
| 2015                                  | Mondiali                | Pechino        | 100 m hs | 5ª         | 12"68       |                                          |
| 2016                                  | Mondiali indoor         | Portland       | 60 m hs  | Bronzo     | 7"90        |                                          |
| 2016                                  | Europei                 | Amsterdam      | 100 m hs | Bronzo     | 12"76       |                                          |
| 2016                                  | Giochi olimpici         | Rio de Janeiro | 100 m hs | 7ª         | 12"76       |                                          |
| 2017                                  | Mondiali                | Londra         | 100 m hs | Batteria   | 13"18       |                                          |
| 2021                                  | Europei indoor          | Toruń          | 60 m hs  | Bronzo     | 7"92        |                                          |
| 2021                                  | Giochi olimpici         | Tokyo          | 100 m hs | Semifinale | 12"86       |                                          |
| In rappresentanza dell' Inghilterra   |                         |                |          |            |             |                                          |
| 2014                                  | Giochi del Commonwealth | Glasgow        | 100 m hs | Argento    | 12"80       |                                          |
| 2018                                  | Giochi del Commonwealth | Gold Coast     | 100 m hs | 6ª         | 13"12       |                                          |

## Altre competizioni internazionali
2014
- Argento in Coppa continentale ( Marrakech), 100 m hs - 12"51